# Aeonium appendiculatum
Aeonium appendiculatum es una especie de planta suculenta del género Aeonium, endémica de la isla de La Gomera. 

## Descripción
De porte subarbustivo (alcanza hasta 1 m de altura), los tallos sin ramificar que pueden llegar a medir 9 cm de diámetro con corteza gris. Las hojas, oblanceoladas o subovadas de entre 11 a 16 cm de largo por 2,3 a 4 cm de ancho y unos 3 a 5 mm de grosor, glabras y de color azul glauco con bordes ciliados, forman rosetas de más de 35 cm de diámetro. La inflorescencia forma cúpulas de entre 25 a 40 cm con 25 a 90 flores de color rosado que nacen en ramas con brácteas lanceoladas de entre 5 a 15 cm
Florece en primavera, entre mayo y junio.
Está catalogada por la UICN como especie mundialmente amenazada de extinción.

## Taxonomía
Aeonium appendiculatum fue descrita por Ángel Bañares y publicado en Willdenowia 29: 98. 1999.
Etimología
Ver: Aeonium
appendiculatum: epíteto que procede del latín appendix, que significa "apéndice".

## Enlaces
- http://www.gomeraflora.de/Aeonium%20appendiculatum06.jpg

- Datos: Q1591617
- Multimedia: Aeonium appendiculatum / Q1591617
- Especies: Aeonium appendiculatum